# Meadowbrook (Wirginia)
Meadowbrook – jednostka osadnicza w Stanach Zjednoczonych, w stanie Wirginia, w hrabstwie Chesterfield.